# Plaza del Banco

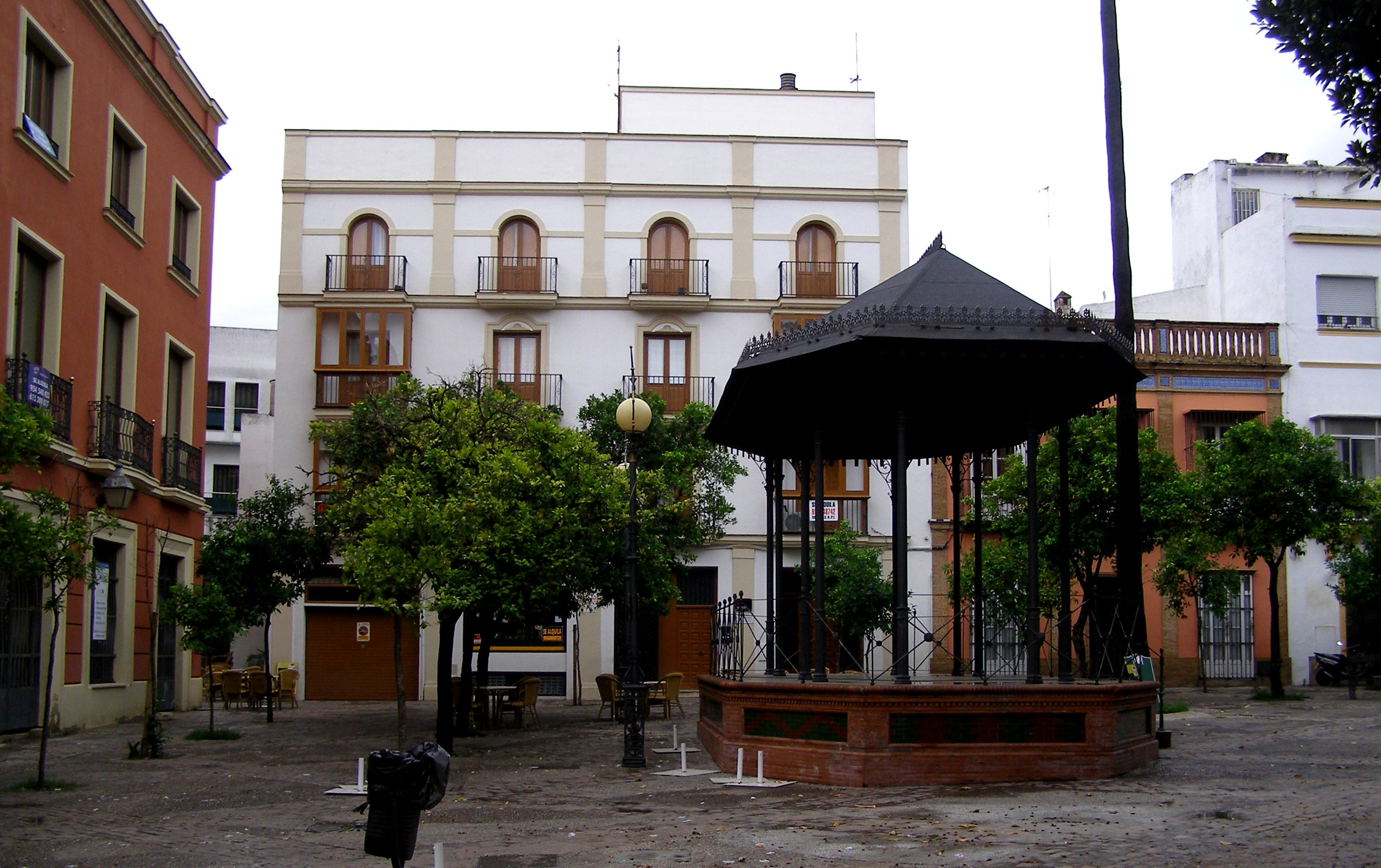
Templete

La plaza del Banco, también conocida como Alameda del Banco, es una plaza del centro histórico de Jerez de la Frontera (Andalucía, España). Su ubicación es intramuros y su trazado colinda con el antiguo trazado de la muralla a su paso por la calle Larga y la judería de Jerez. 
Su nombre se debe a que en esta plaza tuvieron sede el Banco Exterior de España, el Banco de España, el Banco Español de Crédito y el Banco Comercial Español.
En 1995, dentro de un conjunto de medidas que afectaron al centro histórico-comercial, la plaza fue peatonalizada y se modificó su estética y mobiliario. 

## Orígenes

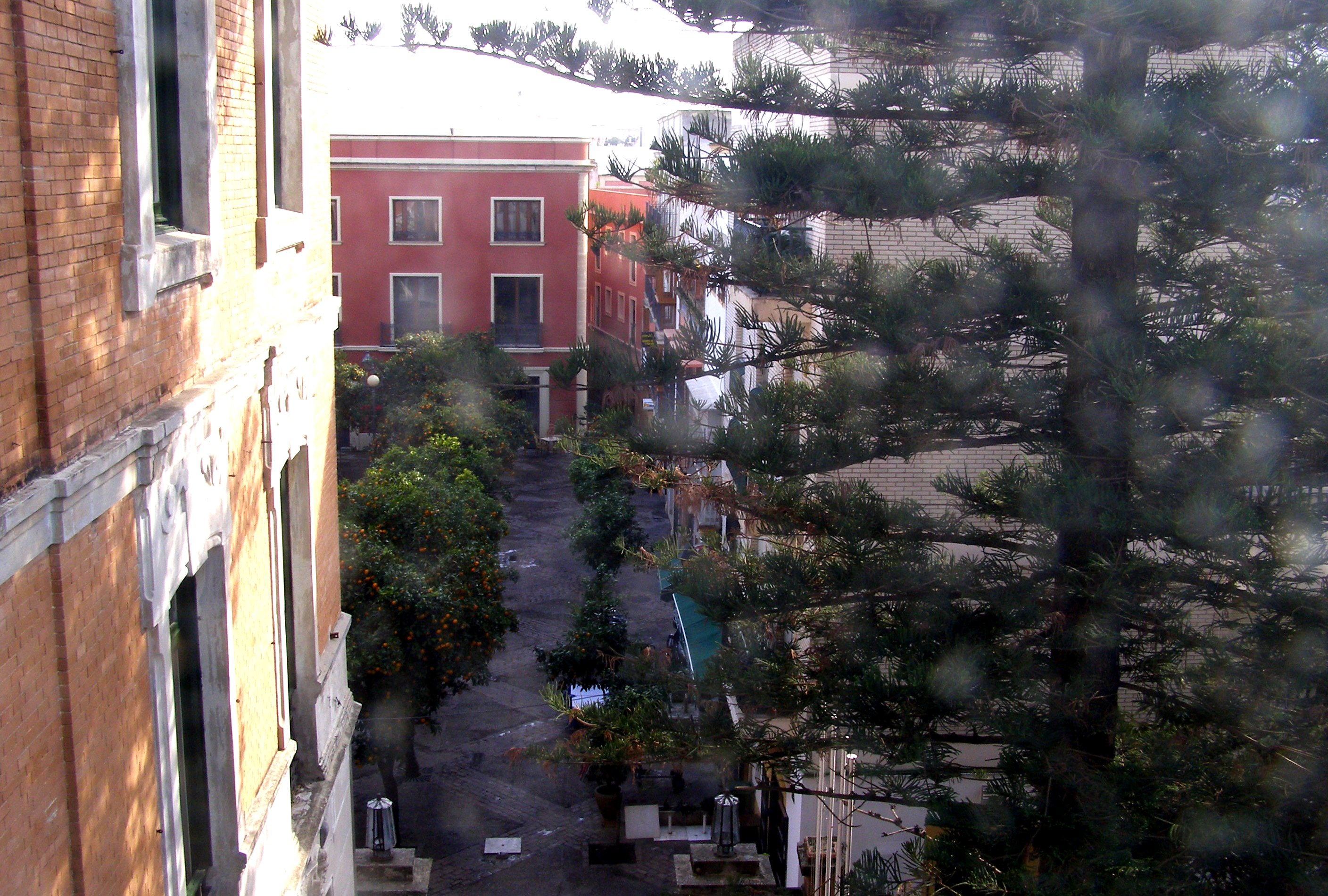
Vista desde la torre de la Biblioteca

La plaza del Banco abarca el solar que ocupaba el antiguo Convento de San Cristóbal. Había sido prácticamente abandonado por su comunidad y se encontraba en ruinas cuando en 1868, tras la revolución de La Gloriosa, decide derribarse el inmueble. El espacio resultante del derribo recibe, por tanto, el nombre de plaza de la Revolución.
Este derribo se encuadraba dentro de un conjunto de iniciativas del Ayuntamiento de Jerez para embellecer la ciudad. En el caso de la plaza del Banco, el Ayuntamiento compró la casa del nº41 de la calle Larga, con el fin de darle acceso directo. Dicho acceso actualmente se mantiene.
La plaza se hizo muy popular desde el primer momento. Además de explanada para actos culturales, acogió la primera sesión cinematográfica en Jerez.

## En la actualidad
La plaza ha conservado una armonía romanticista y equilibrada en el conjunto de los edificios, propio de su origen en el siglo XIX. Aunque, lamentablemente, se han sustituidos sus centenarias farolas de forja por otras más modernas de dudosa armonía con su entorno
Actualmente es una plaza popular, sombreada por árboles centenarios, confluencia de calles y con numerosas terrazas. Tanto en la plaza como en el templete que hay en ella, se realizan conciertos y otras actividades culturales, muchas de ellas pertenecientes a celebraciones populares tales como el Carnaval de Jerez, las Fiestas de Otoño, el Mercado Medieval, etc.

## Lugares de interés
- Biblioteca-Archivo Municipal de Jerez
- Sede de Telefónica, en otra época centro de telecomunicaciones de la ciudad.[3]

## Nombres de la plaza
- 1868 – 1875

La plaza de la Revolución. Debido al éxito de la Revolución de La Gloriosa.
- 1875 -1926

La plaza de Luis Martínez Eguilaz. Dramaturgo criado y educado en Jerez, que dejó una extensa obra literaria. Su nombre lo mantiene la calle que comunica la plaza del Banco con la calle Tornería, por el contorno de la Judería de Jerez.
- 1926- 1980

La plaza general Primo de Rivera. Durante la dictadura del general jerezano, se le dio su nombre a esta plaza, ya que junto a ella, en la casa que anteriormente ocupaba el Conservatorio Municipal de Música, nació Miguel Primo de Rivera.
- 1980 – actualidad

Con la vuelta a la democracia y los primeros ayuntamientos democráticos, se devolvieron los nombres a calles y plazas de Jerez. A esta plaza se le asignó el nombre popular que siempre había tenido: la plaza del Banco.